# Desa Wagir Lor
Desa Wagir Lor är en administrativ by i Indonesien.   Den ligger i provinsen Jawa Timur, i den västra delen av landet, 600 km öster om huvudstaden Jakarta. Desa Wagir Lor ligger vid sjön Telaga Ngebel.